# Il suo topo Venerdì
Il suo topo Venerdì (His Mouse Friday) è un film del 1951 diretto da William Hanna e Joseph Barbera. È il cinquantanovesimo cortometraggio della serie Tom & Jerry. Uscito il 7 luglio del 1951, è considerato uno dei cortometraggi della serie Tom & Jerry meno conosciuti in quanto si cimenta sui temi del cannibalismo e dello sfruttamento degli uomini di colore. Il titolo del cartone è stato ripreso da un gioco di parole usato da Hanna e Barbera basato sull'intitolazione del film del 1940 La signora del venerdì unendola ai caratteri del personaggio di Venerdì dal romanzo Robinson Crusoe.

## Trama
Dopo un naufragio, Tom intravede e sbarca su un'isola; non riuscendo ad arrangiarsi con quello che trova (prima una noce di cocco e poi una tartaruga), decide di cuocere in padella il topo abitante dell'isolotto, Jerry. Egli però scappa facendo finire Tom in un villaggio di cannibali nella giungla ed iniziando a spaventarlo con suoni di tamburi. Subito dopo decide di rendere la situazione più umoristica spalmandosi addosso la fuliggine di un pentolone, indossando un osso in testa e minacciando con una lancia Tom di entrare nel pentolone medesimo. Tom è costretto dal topo a tagliare degli ortaggi per essere bollito nell'insieme, mentre Jerry inizia a fare una danza locale. Sfortunatamente non si accorge che gli è caduto il gonnellino facendo scoprire a Tom la parte di corpo non dipinta. Tom esce dal pentolone per inseguire Jerry, ma si ritrova davanti ai piedi dei veri cannibali che iniziano ad inseguirlo, intenzionati a farne di lui uno stufato. Alla fine anche Jerry sarà colpito dalla sfortuna ed infatti viene inseguito da un piccolo cannibale anch'egli affamato.

## Censura
Il suo topo Venerdì è stato censurato per evitare delle polemiche di stereotipi in base alle controversie tra i bianchi e i neri avutasi nel ventesimo secolo, per esempio la violenza di Jerry su Tom poteva indurre gli spettatori a credere che chi era nero di colore rappresentava una minaccia. Sono quindi in circolazione due versioni del cartone: la prima della MGM/UA Home Video è quella trasmessa più di rado sulla Cartoon Network e Boomerang statunitensi in cui è stato eliminato ogni dialogo interpretato da Jerry e i cannibali e il cortometraggio fu ricolorato con colori più sbiaditi, la seconda della Warner Home Video lascia intatta la colonna sonora, ma censura la comparsa del piccolo cannibale facendolo apparire solo alla fine del film mentre insegue Jerry. Quest'ultima versione è quella trasmessa anche in Italia e negli altri paesi europei.